# 丹尼尔·贝克尔
丹尼尔·贝克尔（1932年2月9日—2009年10月22日），南非男子拳击运动员。他曾代表南非参加1956年和1960年夏季奥林匹克运动会拳击比赛，获得一枚银牌和一枚铜牌。